# Урбаньщизна
Урбаньщизна (пол. Urbańszczyzna) — село в Польщі, у гміні Лович Ловицького повіту Лодзинського воєводства.
У 1975-1998 роках село належало до Скерневицького воєводства.